# 柚ノ木原駅
柚ノ木原駅（ゆのきばるえき）は、佐賀県多久市小侍にあった日本国有鉄道（国鉄）唐津線の貨物駅（廃駅）である。貨物支線の廃線に伴い、1967年（昭和42年）12月1日に廃駅となった。

## 歴史
- 1903年（明治36年）4月18日：九州鉄道により開業[1]。
- 1907年（明治40年）7月1日：九州鉄道国有化[1]。
- 1967年（昭和42年）12月1日：貨物支線の廃線に伴い廃止[1]。

## 隣の駅
日本国有鉄道
唐津線（貨物支線）
多久駅 - 柚ノ木原駅